# Sangara (Niger)
Sangara ist ein Dorf in der Landgemeinde Anzourou in Niger.

## Geographie
Das von einem traditionellen Ortsvorsteher (chef traditionnel) geleitete Dorf befindet sich rund fünf Kilometer nordwestlich des Hauptorts Sarakoira der Landgemeinde Anzourou, die zum Departement Tillabéri in der gleichnamigen Region Tillabéri gehört. Zu den Siedlungen in der näheren Umgebung von Sangara zählen Molia im Westen und Gadabo im Osten.
Es herrscht das Klima der Sahelzone vor, mit einer durchschnittlichen jährlichen Niederschlagsmenge zwischen 300 und 400 mm.

## Geschichte
Als 1493 im Songhaireich die Askiya-Dynastie die Sonni-Dynastie ablöste, waren  die Sonni gezwungen zu fliehen. Sie ließen sich in Sangara und Wanzerbé nieder. Ihre Nachfahren sind die Sohanci, eine gesellschaftliche Gruppe von Zauberern, die sich weiter verbreiteten: in Niger auch in Boubon und Karma, ferner im Osten der Nachbarländer Burkina Faso und Mali.
Ein solarenergiebetriebenes Wasserversorgungssystem auf Basis von Grundwasser wurde 2006 im Dorf installiert. Bei Überschwemmungen am 13. und 14. August 2011 stürzten in Sangara zwanzig Wohnhäuser und drei Getreidespeicher ein. Außerdem starben 220 Schafe und Ziegen und mehrere Felder wurden überflutet.
Mit Stand Dezember 2021 waren infolge der wachsenden Unsicherheit in der Region 2884 Personen aus 1305 Haushalten aus Sangara, Gadabo, Zibane und Zibane Kouara Tégui in den Gemeindehauptort Sarakoira geflohen.

## Bevölkerung
Bei der Volkszählung 2012 hatte Sangara 1127 Einwohner, die in 161 Haushalten lebten. Bei der Volkszählung 2001 betrug die Einwohnerzahl 870 in 117 Haushalten und bei der Volkszählung 1988 belief sich die Einwohnerzahl auf 646 in 87 Haushalten.

## Wirtschaft und Infrastruktur
Mit einem Centre de Santé Intégré (CSI) ist ein Gesundheitszentrum im Ort vorhanden. Es gibt eine Schule.